# Kłodzko
Kłodzko (uitspraak kwotsko, Duits: Glatz) is een stad in de Poolse powiat Kłodzki, gelegen in de woiwodschap Neder-Silezië. De oppervlakte bedraagt 25 km², het inwonertal 28.540 (2005).

## Geschiedenis

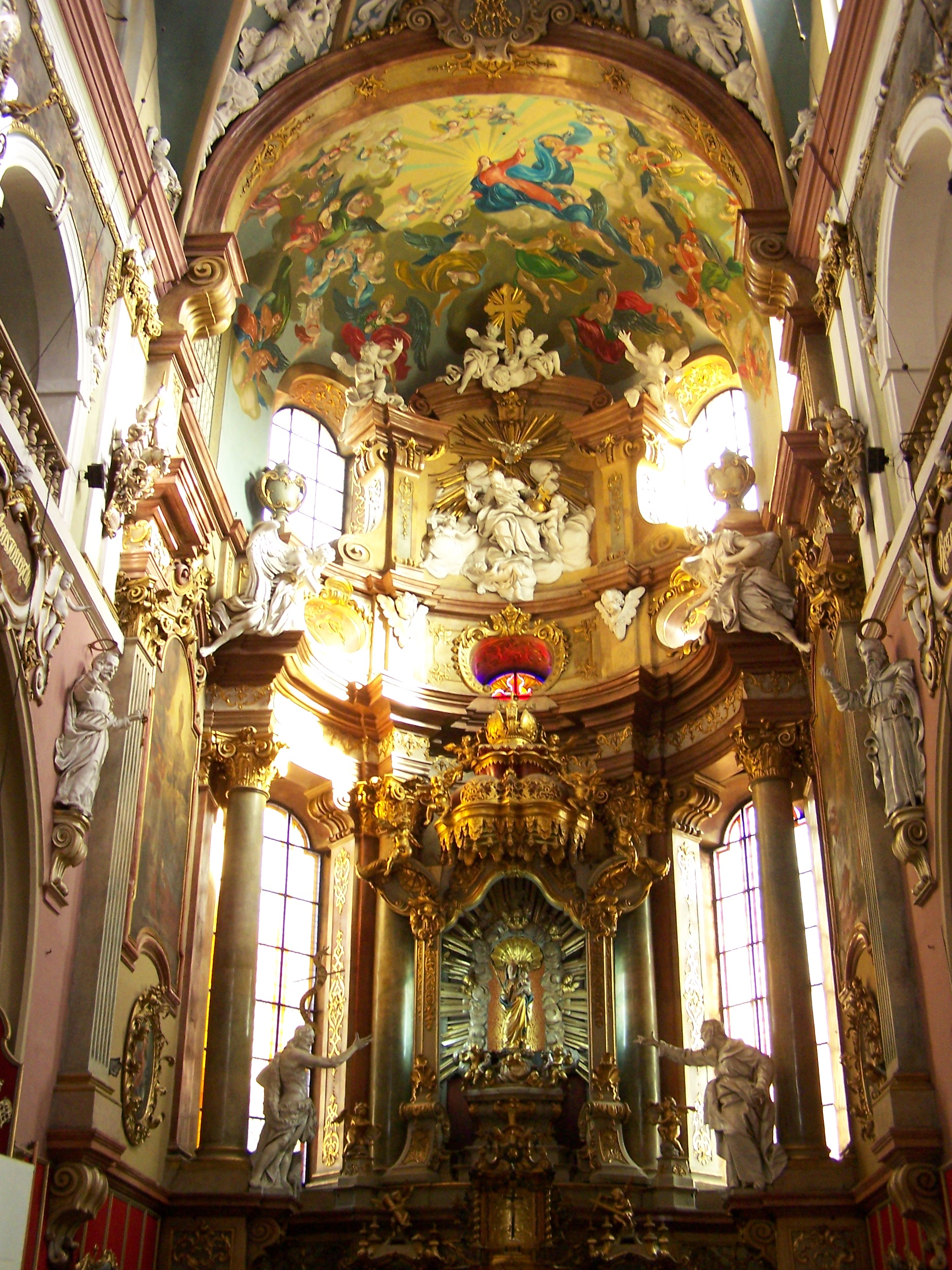
Het interieur van de Kerk van de Hemelvaart van de Heilige Maagd Maria

Kłodzko is een van de oudste steden in Silezië. In de 10e eeuw ontstond het als de Tsjechische vesting Kladsko op de route van Praag naar Wrocław. In 981 wordt een 'castellum Kladsko' genoemd als een grensfort van het koninkrijk Bohemen tegen veroveringszuchtige Polen. De Poolse koning probeerde in de 12e eeuw dit fort in handen te krijgen. Dat lukte maar tijdelijk en gaf aanleiding tot de bouw van een sterkere vesting en de benoeming van een Boheemse burggraaf ter plaatse. De bijbehorende nederzetting werd tot stad uitgebouwd en bevolkt met kolonisten uit Saksen, die in 1275 Maagdenburger stadsrecht ontvingen en de stad sinds 1223 Glatz noemden. Inmiddels was het koninkrijk Bohemen een deel van het Duitse Rijk geworden. De stad werd een centrum voor handel en ambachten (textiel) en had een eigen munt.
In de 15e eeuw werd de stad hoofdstad en residentie van het graafschap Glatz onder Heinrich von Münsterberg. In de 16de eeuw koos de stadsraad voor radicale vormen van de hervorming, en gaf een plaats aan volgelingen van Kaspar von Schwenckfeld, die een spritualistische leer aanhingen, verwant met die van de mennonieten. Zij werden bestreden door lutheranen én rooms-katholieken. Ferdinand van Habsburg, koning van Bohemen, zou na de Slag op de Witte Berg in 1622 de Contrareformatie opleggen. Voor het protestantse Glatz betekende dat een belegering en inname door koninklijke troepen, die meer dan de helft van de bebouwing verwoestten, en vervolgens een epidemie die aan meer dan de helft van de op dat moment 7.000 burgers het leven kostte. In 1680 vond door een pestepidemie opnieuw een halvering van de bevolking plaats.
In 1742 veroverde Frederik de Grote de stad, die bij de Vrede van Berlijn van datzelfde jaar aan Pruisen kwam.  Twee jaar later waren de Oostenrijkse Habsburgers weer terug in Glatz – echter gedurende slechts één jaar. Dat gebeurde opnieuw in 1760, waarna Glatz bij de Vrede van Hubertusburg in 1763 voorgoed Pruisisch werd.
De gemoderniseerde vesting kon de Franse troepen onder Napoleon weerstaan, maar door deze krijgsverwikkelingen had zij zich amper ontwikkeld. Het aantal inwoners was in de 17de en 18de eeuw constant gebleven op 4.000 en bereikte aan het begin van de 19de eeuw de 6.000. Groei kwam langzaam door de vestiging van kleinschalige industrie en publieke  bestuursorganen en hogere scholen. De aanleg, sinds 1877, van de spoorlijn tussen Breslau (Wrocław) en Waldenburg (Wałbrzych) maakte de ontwikkeling van houtverwerkende, keramische en metaalindustrie mogelijk.
Voor de Eerste Wereldoorlog had zich al een verdubbeling voorgedaan van de bevolking tot 14.000. 
Aanspraken, in 1919, van het nieuwe Tsjechoslowakije op de stad, omdat ze eeuwenlang en tot 1763 Boheems was geweest, werden afgewezen. De bevolking was voor meer dan 97% Duitstalig. Tot de Tweede Wereldoorlog ging de bevolkingsgroei snel door tot 23.000.
Tijdens de Tweede Wereldoorlog was de stad een werkkamp voor krijgsgevangen uit de Sovjet-Unie, België en Frankrijk. Sinds 1945 hoort Kłodzko tot Polen. Op weinigen na werd de bevolking in 1945 in haar geheel als Duitsers uitgewezen en de nieuwe Poolse autoriteiten brachten Polen voor hen in de plaats (zie Verdrijving van Duitsers na de Tweede Wereldoorlog). De stad was in 1945 nauwelijks beschadigd; verval van delen van de binnenstad werd daarna niet door restauratie maar door afbraak en nieuwbouw gecompenseerd. De nieuwe bevolking nam tot 1990 toe tot 30.000 om daarna te stagneren. In 1997 liep de benedenstad onder water. De schade aan de gebouwen kon in 2004 met Europese subsidies worden hersteld.
In het klooster van de augustijner reguliere kanunniken werd naar verluidt een van de oudste monumenten van de Poolse literatuur geschreven, wat  evenwel niet zeker is. Het zogenaamde Psalter floriańskiego, in het Latijn Psalterium florianense of Psalterium trilingue, in het Duits Florianspsalter, bevat psalmvertalingen in het Latijn, Pools en Duits, en werd gevonden in de abdij van Sankt Florian in Oostenrijk.

## Monumenten
- Laat-gotische parochiekerk (Pfarrkirche Mariä Himmelfahrt) gebouwd van het midden-veertiende tot de helft van de vijftiende eeuw, barokke verbouwing van 1673
- Jezuïetencollege (1664-90, C. Lurago)
- Franciscanerkerk (1628-31, herstel 1711 - M. von Frankenberg) en het klooster (1731) met muurschilderingen in de refter (1744, FA Schaeffler)
- gotische brug Młynówce (1390) (Brücktorbrücke)
- Hall (zestiende tot achttiende eeuw, de wederopbouw van 1890) met een toren (1653-54) en een aantal huizen (zestiende, zeventiende en achttiende eeuw)
- de site van het kasteel bastionvesting (1680-1702, J. Carovana, uitbreiding in de achttiende eeuw)

## Verkeer en vervoer
- Station Kłodzko Zagórze

## Geboren
- Johann Christoph Schambogen (1636–1696), rector van de Karelsuniversiteit Praag
- Johann Christoph Pezel (1639–1694), componist, trompettist en violist
- Michael Friedrich von Althann (1680–1734), vice-koning van Napels en Sicilië, kardinaal van Vác (Waitzen)
- Johann Franz Hoffmann (ca. 1700–1766), schilder van kerkinterieurs
- Friedrich Wilhelm Hemprich (1796–1825), natuuronderzoeker, zoöloog en arts
- Paul Rogalla von Bieberstein (1835–1907), generaal en historicus
- Octavio von Zedlitz-Neukirch (1840–1919), afgevaardigde voor de Vrij-conservatieve partij in de Rijksdag
- Robert von Dobschütz (1850–1927), generaal
- Leopold von Wiese (1876–1969), socioloog en econoom met nationaalsocialistische sympathieën
- Georg Neugebauer (1901–1984), vanaf 1920 lid van de NSDAP, vanaf 1932 afgevaardigde in de Rijksdag
- Bernhard Neugebauer (1932–2015), DDR-diplomaat
- Bogdan Zdrojewski (1957), minister voor Cultuur
- Gabriela Muskała (1969), actrice
- Jakub Szulc (1973), minister van Gezondheid

## Overleden
- Ernst van Beieren (1500-1560), diocesaan administrator van het prinsbisdom Passau en van het aartsbisdom Salzburg
- Friedrich Zikoff (1824-1877), Pruisisch componist en dirigent

## Zie ook

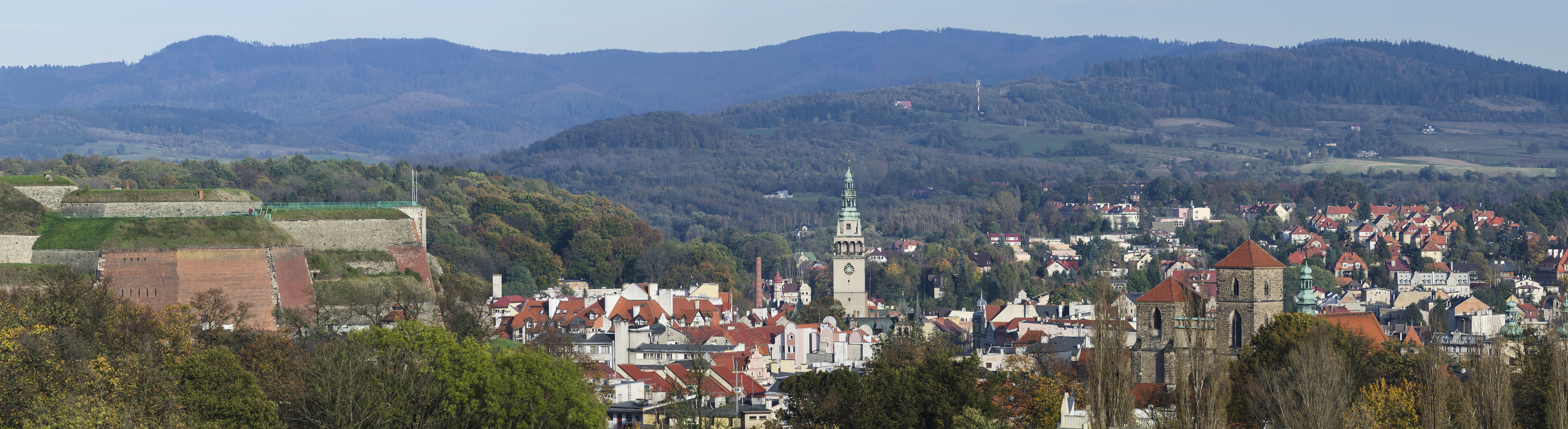
Gezicht op de stad vanaf het fort